# Rémi Faye
Pour les articles homonymes, voir Faye.
Rémi Faye, né le 27 octobre 1956 à Neuilly-sur-Seine, est un poète français.

## Parcours
Après un premier recueil publié en 1979 dans la collection « Petite sirène » des Éditeurs français réunis, il publie plusieurs livres qui s'organisent le plus souvent selon une métrique particulière, dans une architecture qui est propre au recueil. Son œuvre poétique se situe à mi-chemin entre le lyrisme et une certaine forme d’impressionnisme. 

## Œuvres
- Salles d’attente, Éditeurs Français Réunis, collection Petite Sirène, 1979
- Sang et eau, Édition Ipomée, collection Tadorne, 1987)
- Fièvre blanche, Le Castor Astral, 2000, Prix Max-Pol Fouchet
- Entre les marges , Le Castor Astral, 2002
- Dernier Stade, Tarabuste, 2003
- Changement d’état, Éditions Henry, Collection La main aux poètes, 2011

### Recueil collectif
- De l’obscure étincelle - Six poètes d’expression française, L’Harmattan, collection Levée d’ancre, 2005

### articles
- Le langage des ressemblances, Incendits n° 13-14 consacré à Lionel Ray, 1987 (p. 65-75)
- Du prétexte au texte, Formes Poétiques Contemporaines n° 2, 2004 (p. 43-49)

## Récompenses
- Prix Max-Pol Fouchet 2000 pour Fièvre blanche [1]